# Persone di nome Carlo/Sovrani
| Questa pagina contiene informazioni ricavate automaticamente dalle voci biografiche con l'ausilio del template Bio e di un bot. L'aggiornamento è periodico e automatico e ricostruisce completamente la pagina. Se manca una persona in questa lista, sei pregato di non aggiungerla, ma accertati piuttosto che la sua voce biografica contenga il template Bio e che i dati anagrafici siano correttamente compilati. Se il template Bio manca, inseriscilo tu stesso o, in alternativa, metti l'avviso {{tmp\|Bio}} che ne segnala la mancanza. Se i dati riportati sono sbagliati, correggi direttamente la voce biografica; le modifiche saranno visibili in questa lista entro pochi giorni. Per chiarimenti vedi il progetto antroponimi. La lista contiene solo le 57 persone che sono citate nell'enciclopedia e per le quali è stato implementato correttamente il template Bio. Pagina aggiornata al 22 lug 2025. |

Questa è una lista di persone presenti nell'enciclopedia che hanno il nome Carlo e sono sovrani.

## C(28)
- Carlo III del Regno Unito, re britannico (Londra, n. 1948)
- Carlo II di Romania, sovrano rumeno (Sinaia, n. 1893 - Estoril, † 1953)
- Carlo II di Meclemburgo-Strelitz, sovrano tedesco (Mirow, n. 1741 - Neustrelitz, † 1816)
- Carlo I di Württemberg, sovrano (Stoccarda, n. 1823 - Stoccarda, † 1891)
- Carlo Magno, sovrano franco (n. 742 - Aquisgrana, † 814)
- Carlo di Provenza, sovrano (Lione, † 863)
- Carlo II di Napoli, sovrano (n. 1254 - Napoli, † 1309)
- Carlo il Calvo, sovrano (Francoforte sul Meno, n. 823 - Brides-les-Bains, † 877)
- Carlo II di Navarra, sovrano (Castello di Évreux, n. 1332 - Pamplona, † 1387)
- Carlo il Grosso, sovrano franco (Donaueschingen, n. 839 - Donaueschingen, † 888)
- Carlo III di Aquitania, sovrano (Francoforte sul Meno - Buzançais, † 866)
- Carlo III di Francia, sovrano (n. 879 - Péronne, † 929)
- Carlo III di Napoli, sovrano (Schiavonea, n. 1345 - Visegrád, † 1386)
- Carlo III di Navarra, sovrano (Mantes-la-Jolie, n. 1361 - Olite, † 1425)
- Carlo IV di Francia, sovrano (Creil, n. 1294 - Vincennes, † 1328)
- Carlo di Viana, sovrano (Peñafiel, n. 1421 - Barcellona, † 1461)
- Carlo V di Francia, sovrano (Vincennes, n. 1338 - Nogent-sur-Marne, † 1380)
- Carlo VI di Francia, sovrano francese (Parigi, n. 1368 - Parigi, † 1422)
- Carlo VII di Francia, sovrano (Parigi, n. 1403 - Mehun-sur-Yèvre, † 1461)
- Carlo X Gustavo di Svezia, sovrano svedese (Nyköping, n. 1622 - Göteborg, † 1660)
- Carlo XI di Svezia, sovrano svedese (Stoccolma, n. 1655 - Stoccolma, † 1697)
- Carlo XII di Svezia, sovrano svedese (Stoccolma, n. 1682 - Fredrikshald, † 1718)
- Carlo XIII di Svezia, sovrano svedese (Stoccolma, n. 1748 - Stoccolma, † 1818)
- Carlo il Giovane, re franco (Baviera, † 811)
- Carlo Martello, sovrano franco (Quierzy, † 741)
- Carlo Roberto d'Angiò, sovrano (Napoli - Visegrád, † 1342)
- Carlo II Cybo-Malaspina, sovrano italiano (Massa, n. 1631 - Massa, † 1710)
- Carlo I Cybo-Malaspina, sovrano italiano (Ferrara, n. 1581 - Massa, † 1662)

## D(24)
- Carlo I d'Angiò, sovrano francese (Parigi, n. 1226 - Foggia, † 1285)
- Carlo I del Portogallo, sovrano portoghese (Lisbona, n. 1863 - Lisbona, † 1908)
- Carlo II di Baden, sovrano tedesco (Karlsruhe, n. 1786 - Rastatt, † 1818)
- Carlo II di Parma, sovrano (Madrid, n. 1799 - Nizza, † 1883)
- Carlo II di Monaco, sovrano monegasco (Monaco, n. 1555 - Monaco, † 1589)
- Carlo II di Spagna, sovrano spagnolo (Madrid, n. 1661 - Madrid, † 1700)
- Carlo III di Spagna, sovrano (Madrid, n. 1716 - Madrid, † 1788)
- Carlo IV di Lussemburgo, sovrano (Praga, n. 1316 - Praga, † 1378)
- Carlo IV di Spagna, sovrano spagnolo (Portici, n. 1748 - Napoli, † 1819)
- Carlo V d'Asburgo, sovrano (Gand, n. 1500 - Cuacos de Yuste, † 1558)
- Carlo VI d'Asburgo, sovrano (Vienna, n. 1685 - Vienna, † 1740)
- Carlo VII di Baviera, sovrano (Bruxelles, n. 1697 - Monaco di Baviera, † 1745)
- Carlo VIII di Francia, sovrano francese (Amboise, n. 1470 - Amboise, † 1498)
- Carlo IX di Francia, sovrano (Castello di Saint-Germain-en-Laye, n. 1550 - Vincennes, † 1574)
- Carlo X di Francia, sovrano francese (Versailles, n. 1757 - Gorizia, † 1836)
- Carlo XV di Svezia, sovrano svedese (Stoccolma, n. 1826 - Malmö, † 1872)
- Carlo XVI Gustavo di Svezia, sovrano svedese (Solna, n. 1946)
- Carlo Alberto di Savoia, sovrano (Torino, n. 1798 - Porto, † 1849)
- Carlo Emanuele III di Savoia, sovrano (Torino, n. 1701 - Torino, † 1773)
- Carlo Felice di Savoia, sovrano (Torino, n. 1765 - Torino, † 1831)
- Carlo Emanuele IV di Savoia, sovrano (Torino, n. 1751 - Roma, † 1819)
- Carlo Martello d'Angiò, sovrano (Napoli, n. 1271 - Napoli, † 1295)
- Carlo Federico di Baden, sovrano tedesco (Karlsruhe, n. 1728 - Karlsruhe, † 1811)
- Carlo I di Baden, sovrano tedesco (n. 1427 - Pforzheim, † 1475)

## S(4)
- Carlo I d'Inghilterra, sovrano britannico (Dunfermline, n. 1600 - Londra, † 1649)
- Carlo II d'Inghilterra, sovrano inglese (St. James's, n. 1630 - Londra, † 1685)
- Carlo VII di Svezia, sovrano (n. 1130 - Visingsö, † 1167)
- Carlo Federico di Sassonia-Weimar-Eisenach, sovrano tedesco (Weimar, n. 1783 - Weimar, † 1853)

## V(1)
- Carlo IX di Svezia, sovrano svedese (Stoccolma, n. 1550 - Nyköping, † 1611)